# هولي موريس (صحفية)
هولي موريس (بالإنجليزية: Holly Morris)‏ هي صحفية أمريكية، ولدت في 1971 في سينسيناتي في الولايات المتحدة.